# عصمت‌آباد (بوئین‌زهرا)
عصمت‌آباد شهری در بخش مرکزی شهرستان بوئین‌زهرا در استان قزوین ایران  است. این شهر طبق مصوبه هیئت وزیران در ۱۱ آبان ۱۳۹۹ از روستا به شهر ارتقاء یافت.

## مردم
مردم شهر عصمت‌آباد به ترکی آذربایجانی سخن میگویند.

## جمعیت
براساس سرشماری مرکز آمار ایران در سال ۱۳۹۵، جمعیت عصمت‌آباد ۲۹۸۶ نفر (۹۲۲ خانوار) بوده‌است.